# Vitali Abalákov
Vitali Mijáilovich Abalákov (en ruso: Вита́лий Миха́йлович Абала́ков; 13 de enero de 1906 en Krasnoyarsk – 26 de mayo de 1986 en Moscú) fue un ingeniero químico, inventor y alpinista soviético.
Hermano de Evgueni Abalákov, otro famoso alpinista, hizo la primera ascensión soviética del Pico de Lenin en 1934. En 1936 hizo el ascenso del monte Khan Tengri, donde perdió varios dedos de las manos y parte de su pie.
En 1938 él y sus compañeros de equipo de alpinismo fueron detenidos por la NKVD y fueron puestos bajo investigación hasta 1940. Fue acusado de "abierta propaganda pública por los logros obtenidos por utilizar técnicas de montañismo típicas de países del oeste y disminución de alpinismo local" y por lo tanto "era un espía alemán.
Abalákov se acredita con inventos, como dispositivos de leva en la década de 1930, el hilo Abalákov (o V-hilo), motores de escalada en hielo de anclaje, y equipos de montañismo innovadores.
Fue galardonado con la Orden de Lenin (1957), Orden de la Insignia de Honor (1972) y títulos como: Honrado Maestro de Deportes de la URSS (1943), Honrado Entrenador de la URSS (1961).